# Clube DataRo de Ciclismo-Bottecchia
Clube DataRo de Ciclismo-Bottecchia ist ein ehemaliges brasilianisches Radsportteam mit Sitz in Pinhais.
Die Mannschaft wurde 2011 gegründet und nimmt als Continental Team an den UCI Continental Circuits teil. Sie geht aus dem gleichnamigen Amateurteam hervor. Manager ist Rogerio Fagundes, der von dem Sportlichen Leiter Júnior Quadri unterstützt wird.
Seit 2015 besitzt die Mannschaft keine Lizenz mehr als Continental Team.

## Saison 2014

### Erfolge in der UCI America Tour
Bei den Rennen der  UCI America Tour im Jahr 2014 gelangen dem Team nachstehende Erfolge.
| Datum       | Rennen                                                               | Kat. | Fahrer            |
| ----------- | -------------------------------------------------------------------- | ---- | ----------------- |
| 16. Februar | 8. Etappe Tour do Brasil Volta Ciclística de São Paulo-Internacional | 2.2  | Nilceu dos Santos |
| 11. April   | 3. Etappe Volta Ciclística Internacional do Rio Grande do Sul        | 2.2  | Cleberson Weber   |
| 27. April   | 5. Etappe Volta Ciclística Internacional do Paraná                   | 2.2  | Alcides Vieira    |

### Abgänge – Zugänge
| Zugänge                         | Team 2013                               | Abgänge                     | Team 2014                               |
| ------------------------------- | --------------------------------------- | --------------------------- | --------------------------------------- |
| Ramiro Cabrera                  | Funvic Brasilinvest-São José dos Campos | Kleber Ramos                | Funvic Brasilinvest-São José dos Campos |
| Gregolry Panizo                 | Funvic Brasilinvest-São José dos Campos | Murilo Affonso              | Ironage-Colner                          |
| Nilceu dos Santos               | Funvic Brasilinvest-São José dos Campos | Eduardo Sales               | Unbekannt                               |
| Alcides Vieira                  | Clube DataRo de Ciclismo (2012)         | Renato Seabra               | Unbekannt                               |
| Brayan Baena                    | Neoprofi                                | Felipe da Silva             | Unbekannt                               |
| Caio Godoy                      | Neoprofi                                | Sidnei da Silva             | Unbekannt                               |
| Lucas Mendes                    | Neoprofi                                | Rodrigo Melo (bis 20. März) | Unbekannt                               |
| Maique da Silva                 | Neoprofi                                | Maique Silva (bis 20. März) | Unbekannt                               |
| Áquila Roux (ab 16. April)      | Neoprofi                                | Caio Godoy (bis 9. April)   | Unbekannt                               |
| William Chiarello (ab 25. Juni) | Neoprofi                                |                             |                                         |

### Mannschaft
| Name              | Geburtstag         | Nationalität | Team 2015         |
| ----------------- | ------------------ | ------------ | ----------------- |
| Brayan Baena      | 18. Dezember 1991  | Brasilien    |                   |
| Ramiro Cabrera    | 8. Februar 1988    | Uruguay      | DataRo-Bottecchia |
| William Chiarello | 14. Mai 1991       | Brasilien    | DataRo-Bottecchia |
| Lucas Mendes      | 15. Oktober 1988   | Brasilien    |                   |
| Gregolry Panizo   | 12. Mai 1985       | Brasilien    |                   |
| Cristian da Rosa  | 4. September 1987  | Brasilien    |                   |
| Áquila Roux       | 12. September 1995 | Brasilien    |                   |
| Nilceu dos Santos | 14. Juli 1977      | Brasilien    |                   |
| Renato dos Santos | 31. Januar 1983    | Brasilien    |                   |
| Thiago da Silva   | 30. Januar 1989    | Brasilien    |                   |
| Alcides Vieira    | 22. Dezember 1981  | Brasilien    |                   |
| Cleberson Weber   | 19. August 1984    | Brasilien    |                   |

## Platzierungen in UCI-Ranglisten
UCI America Tour
| Saison | Mannschaftswertung | Fahrerwertung         |
| ------ | ------------------ | --------------------- |
| 2011   | 2.                 | Gregolry Panizo (2.)  |
| 2012   | 34.                | Rodrigo Araújo (229.) |
| 2013   | 11.                | Kleber Ramos (79.)    |
| 2014   | 10.                | Gregolry Panizo (44.) |